# Давор Прањић
Давор Прањић (Сански Мост, 15. септембар 1994) је потпредседник Републике Српске из реда хрватског народа и специјализант ортопедске хирургије са трауматологијом на Клиници за ортопедију и трауматологију на Универзитетском клиничком центру Републике Српске.
Наступио је на изборима за председника Републике Српске 2022. године где је освојио највећи број гласова од хрватских кандидата (али не довољан број гласова да постане председник Републике Српске), и као такав је изабран за потпредсједника Републике Српске, иако је првобитно Централна изборна комисија Босне и Херцеговине прогласила Ивана Бегића за потпредседника Републике Српске.